# 대벌레
대벌레(Ramulus irregulariterdentatus)는 대벌레과 대벌레속의 곤충이다. 자신을 보호하기 위해 몸이 나뭇가지 모양이며, 적에게 잡히면 다리를 끊고 도망간다. 몸 길이는 70~100mm이다. 활엽수의 잎을 갉아먹으며 대발생도 종종 하기 때문에 일부 국가에서는 해충으로 보고 있다.

## 같이 보기
- 자벌레